# Santiago Gascón

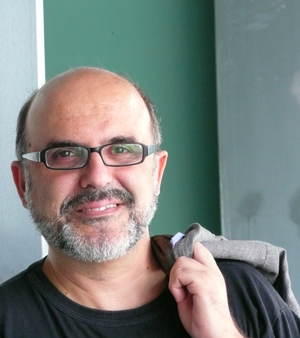
Santiago Gascón.

Santiago Gascón Santos (nacido en Mallén, Provincia de Zaragoza, en 1961) es un escritor y guionista español. Es licenciado en Psicología, doctor en Medicina Legal y profesor de Psicopatología en la Universidad de Zaragoza.
Artículos sobre estrés y salud, consecuencias psicopatológicas de la violencia en researchgate.com 

## Obra
| Año  | Título               | Editorial                        | Referencia |
| 2000 | «Agnus Dei»          | Institución Fernando el Católico | [ 1 ]      |
| 2003 | «Manila»             | Xordica Editorial                | [ 2 ]      |
| 2012 | «Una familia normal» | Xordica Editorial                | [ 2 ]      |

- Colaboración en libros colectivos de relato: Cuentos a patadas (historias del Real Zaragoza), Suegras, Recuerdo del Porvenir (Editorial Nuevos Rumbos), etc.

Concursos y premios
| Año  | Concurso                     | Obra                    | Premio      |
| 1999 | Premio Isabel de Portugal    | «Agnus Dei»             | Galardonado |
| 2000 | Premio Hucha de Oro          | «La Tierra Prometida»   | Galardonado |
| 2000 | Premio Internacional Max Aub | «El laberinto de sedas» | Finalista   |
| 2000 | Premio Teruel                | «El náufrago»           | Galardonado |